# ميخائيل جاي غارسيا
ميخائيل جاي غارسيا (بالإنجليزية: Michael J. Garcia)‏ هو محامي ومدع وقاضي أمريكي، ولد في 8 أكتوبر 1961 في Woodhaven, Queens ‏ في الولايات المتحدة.